# 佩列亞斯洛夫卡村委員會 (阿穆爾州)
佩列亚斯拉夫卡村委员会（俄语：Переясловский сельсовет）是俄罗斯联邦阿穆尔州十月区所属的一个村委员会。其下辖有2个居民点，行政中心为佩列亚斯拉夫卡。据2016年统计，该村委员会的人口为193人。